# Frampton's Camel
Frampton's Camel is het tweede studioalbum van de Engelse singer-songwriter Peter Frampton. Het werd op 20 oktober 1973 door A&M Records uitgebracht. Het was het eerste album dat Frampton in de Verenigde Staten opnam. Het grootste gedeelte is opgenomen in New York. Het album bereikte de 110de positie in de Billboard 200 Album Chart.

## Tracklist
Alle muziek en teksten zijn geschreven door Peter Frampton, tenzij anders aangegeven. 
| 1.                 | I Got My Eyes on You                                                                       | 4:29 |
| 2.                 | All Night Long (Frampton/Mick Gallagher)                                                   | 3:19 |
| 3.                 | Lines on My Face                                                                           | 4:50 |
| 4.                 | Which Way the Wind Blows                                                                   | 3:32 |
| 5.                 | I Believe (When I Fall in Love with You It Will Be Forever) (Stevie Wonder/Syreeta Wright) | 4:10 |
| 6.                 | White Sugar                                                                                | 3:37 |
| 7.                 | Don't Fade Away                                                                            | 4:39 |
| 8.                 | Just the Time of Year                                                                      | 3:58 |
| 9.                 | Do You Feel Like We Do (Frampton/Gallagher/John Siomos/Rick Wills)                         | 6:44 |
| Totale duur: 39:23 |                                                                                            |      |

## Bezetting
- Peter Frampton - basgitaar, gitaar, keyboard, zang
- Mick Gallagher - piano, toetsen, accordeon, mondharmonica, zang
- Rick Wills - basgitaar
- John Siomos - drums, percussie

### Gastmuzikant
- Frank Carillo - basgitaar, gitaar, keyboards, mondharmonica, zang, talkbox
- Mike Kellie - drums, percussie